# Electromantic Music
Electromantic Music is een onafhankelijk Italiaans platenlabel, dat voornamelijk jazzrock (uit de Turijnse school) en progressieve muziek uitbrengt. Het label werd in 1998 opgericht door Beppe Crovella en is gevestigd in San Sebastiano da Po.
Het heeft verschillende sublabels, waaronder Franko dat zich richt op muziek die is geïnspireerd door Frank Zappa. Musici en groepen die op het label uitkwamen zijn onder meer Ainur, Alluminogeni, Arti & Mestieri, Calliope, Furio Chirico, Crovella, Esagono, Il Castello di Atlante, Ossi Duri, Paolo Ricca, Randone, The Sick Rose en Aldo Tagliapietra.
De onderneming houdt zich ook bezig met het uitgeven van video's, dvd's en boeken.